# بطری‌بازی

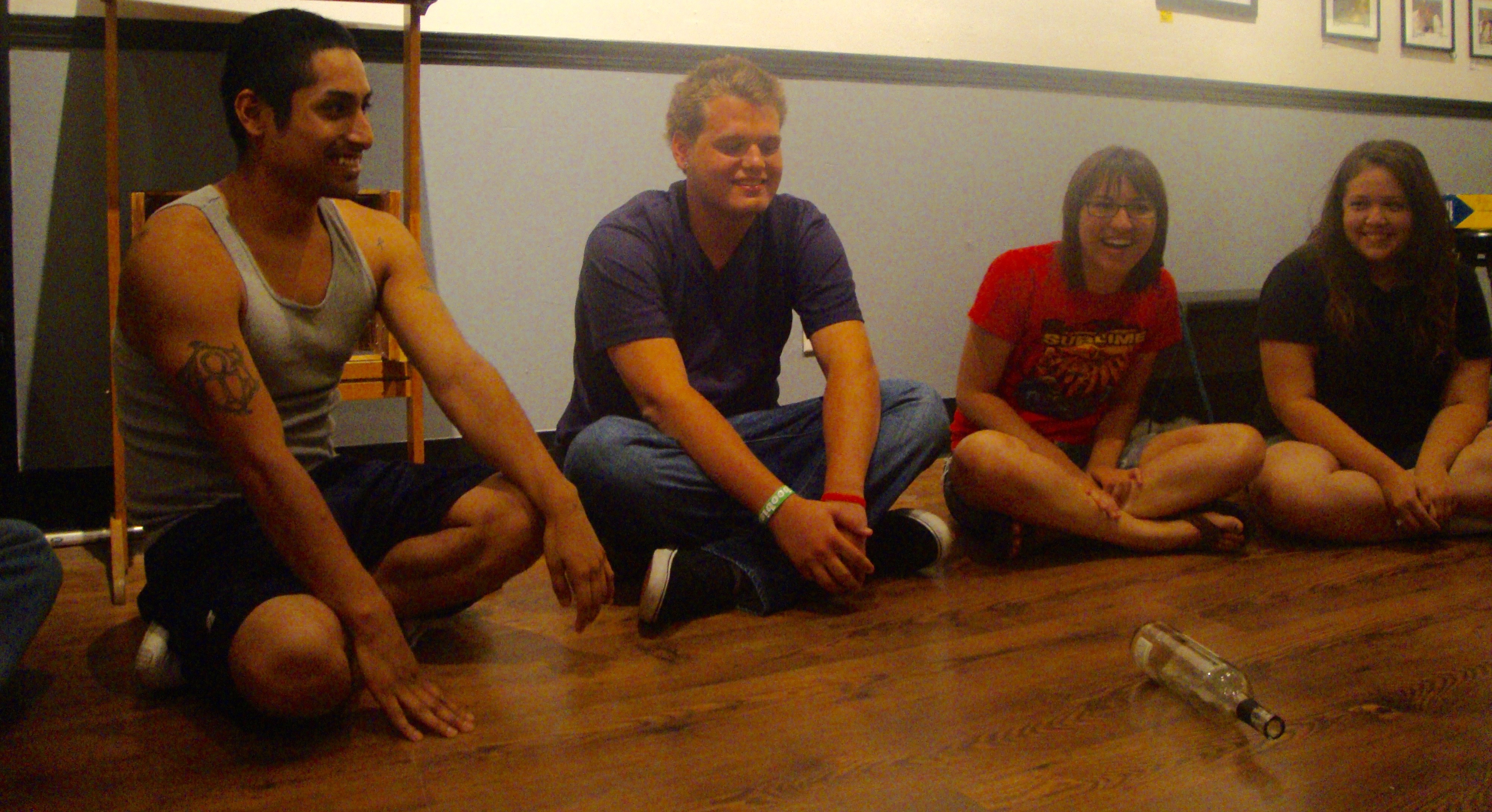
بطری بازی

بطری بازی یا چرخاندن بطری (به انگلیسی: Spin the bottle) یک بازی گروهی است که معمولاً توسط نوجوانان انجام می‌شود.

## بازی
در این بازی، همه افراد دایره‌وار می‌نشینند و یک بطری در وسط جمع قرار داده می‌شود. سپس افراد به نوبت بطری را می‌چرخانند و سر بطری پس از اتمام چرخش به سمت هرکسی که ایستاد، او و چرخاننده بطری باید همدیگر را ببوسند.
این بازی به شیوه‌های مختلف دیگری نیز انجام می‌شود. می‌توان از این بازی برای تصمیم‌گیری بازیکنان در بازی‌های دیگر مانند جرئت یا حقیقت استفاده کرد. ممکن است به جای بوسیدن، مجازات‌هایی مانند درآوردن یکی از لباس‌ها خواسته شود.
بطری بازی در بین نوجوانان بسیار محبوب و هیجان انگیز است.